# サンジャシント山脈
サンジャシント山脈（サンジャシントさんみゃく、San Jacinto Mountains）は、アメリカ合衆国カリフォルニア州のロサンゼルス東方にある山脈。
長さは約48kmで、サンバーナディーノ山脈の南東からサンタロサ山脈の北まで伸びる。最高峰はサンジャシント山（w:San Jacinto Peak、3,302 m）である。西側にサンジャシント市がある。東側のコーアチェラ・バレーから山頂付近までパームスプリングス・エリアル・トラムウェイが通っている。